# Iulia Constantia Zilil

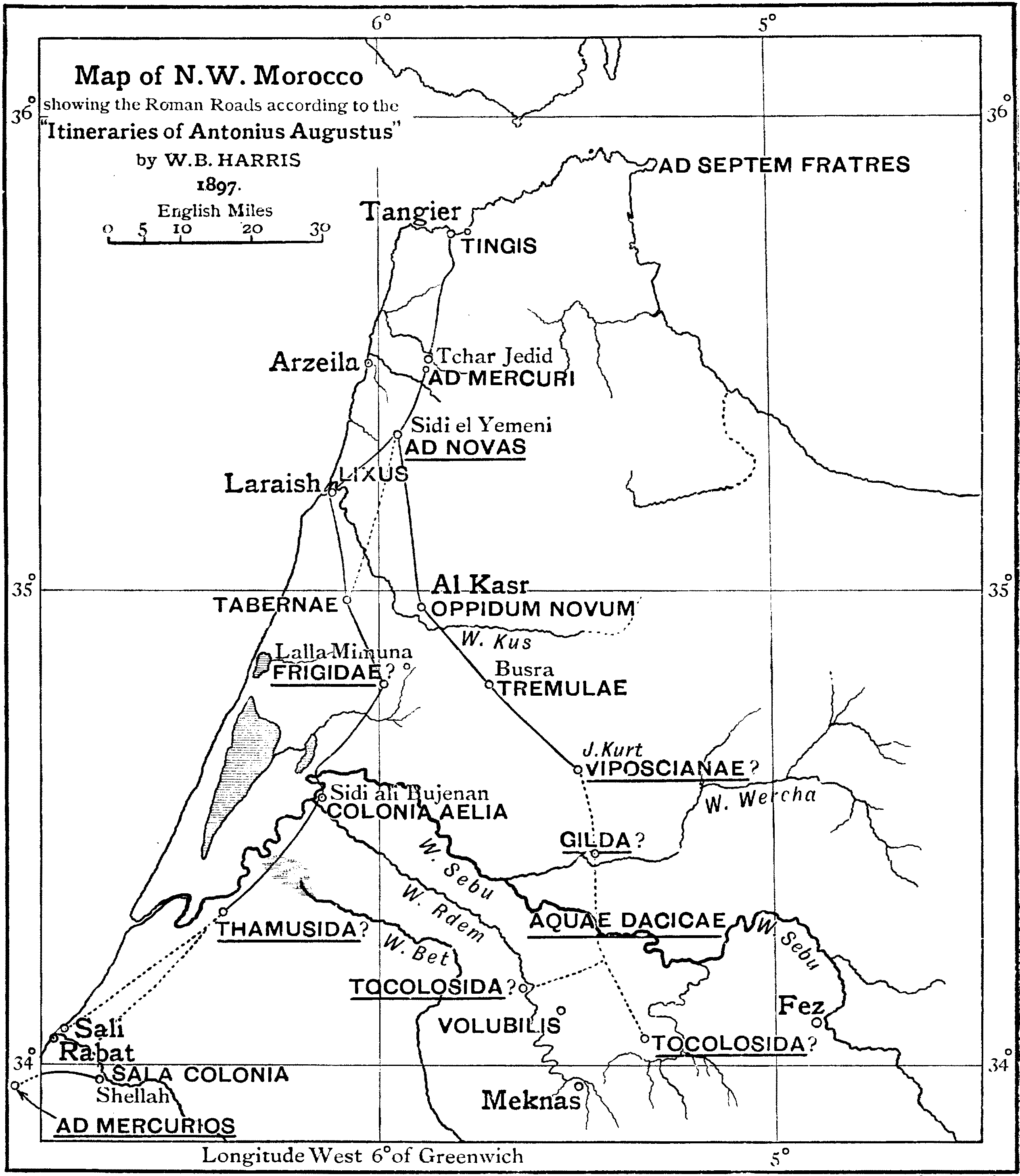
Reconstruction de la fin du XIXe siècle des voies romaines au Maroc. Arzeila = Iulia Constantia Zilil

Iulia Constantia Zilil (situé à Dchar Jdid à 40 km au sud-ouest de Tanger et à 13 km au nord-est de  d'Asilah) était une des trois colonies romaine en Maurétanie Tingitane (Maroc du nord) fondées par l'empereur Auguste entre 33 et 25 av. J.-C. pour les vétérans de la bataille d'Actium.
La ville avait été une ville phénicienne et maurétanienne depuis le IVe siècle av. J.-C. C'était une étape importante sur l'itinéraire d'Antonin. Elle a été localisée près du village de Dshar Jdid. Lors de la deuxième moitié du IIe siècle, la ville fut ceinte d'une muraille. Elle comprenait des quartiers résidentiels, un grand temple et un théâtre. A l'extérieur de la ville, des thermes (construit vers 80 ap J.-C.) et un réservoir avec quatre compartiments, étaient approvisionnés par un aqueduc (construit en 130 ap. J.-C.) en partie souterrain. Le monument le plus spectaculaire d'Iulia Constantia était une église chrétienne primitive, dotée de trois nefs, équipée d'un baptistère et d'annexes divers, près de la porte occidentale. La ville fut finalement détruite durant les années 410-430 ap J.-C., aux temps des invasions vandales.

## Sources
- Eliane Lenoir, Fouilles de Dchar Jedid, 1977–1980, B.A.M., XIV, 1981–1982, p. 169-225. (Akerraz et alii).
- Eliane Lenoir, La ville romaine de Zilil du Ier av IVe siècle ap. J.-C., dans L’Afrique romaine, Ier siècle  av. J.-C - début Ve siècle ap. J.-C., colloque de la SOPHAU, Pallas, 68, 2005, p. 65-76.